# God's Problem Child
God's Problem Child är ett musikalbum av Willie Nelson, lanserat 2017 på skivbolaget Legacy Recordings. Majoriteten av albumets låtar var vid lanseringen nyskrivna av Nelson tillsammans med Buddy Cannon som också producerade albumet. Skivan innehåller bland annat låten "Still Not Dead" som är Nelsons kommentar till de rykten om hans död som florerade på internet.

## Låtlista
1. "Little House on the Hill" - 3:02
2. "Old Timer" - 3:34
3. "True Love" - 3:01
4. "Delete and Fast Forward" - 3:25
5. "A Woman's Love" - 3:23
6. "Your Memory Has a Mind of Its Own" - 3:29
7. "Butterfly" - 3:51
8. "Still Not Dead" - 2:33
9. "God's Problem Child" - 4:57
10. "It Gets Easier" - 3:07
11. "Lady Luck" - 3:31
12. "I Made a Mistake" - 3:17
13. "He Won't Ever Be Gone" - 3:15